# جب البستان
جب البستان قرية صغيرة تقع شرق ناحية شين 5 كيلومتر ويبلغ عدد سكانها المقيمين فيها حوالي 1500 نسمة أما بقية السكان فأغلبهم يقطنون في مدينة حمص وعدد منهم يسكن في مدينة دمشق بحكم عملهم, تمتاز هذه القرية بعين الماء الموجود أسفل القرية وهناك بئر قديم سميت القرية على اسمه وتمتاز أيضا بوفرة محصول الفواكة المتنوعة (تين وتفاح وعنب)، كما يعمل أهلها بالزراعة وبوظائف الدولة المختلفة (ضباط - أطباء - مهندسين - مدرسين) وتكاد القرية لا تحوي الا عائلة واحدة وهي التي أسست هذه القرية.
عائلة عودة [بحاجة لمصدر]: يعود نسب هذه العائلة إلى قرية الحوارة في فلسطين ثم انتقلت إلى كسروان في لبنان ومن ثم استقرت في غرب مدينة حمص وبعدها وهب الشيخ الجليل خليل بن معروف النميلي هذه القرية وقد كانت بورا إلى جد العائلة أحمد عودة تقريبا عام 1800 ميلادي لان وفاة الشيخ خليل كانت عام 1822 وكما قيل ان الشيخ الجليل تردد إلى القرية مرات عديدة قبل وفاته. ومنذ حوالي 100 عام أو أقل تفرعت العائلة وانتقل بعض من اهلها إلى مناطق عدة فمنهم من سكن في قرية أبو حكفة الشمالي (شرق حمص) ومنهم من سكن في سلمية ومنهم انتقل إلى قرية الروضة والهرقل...و الكثيرون غيروا اسم الكنية (سلامي - العلي - سلامة - أحمد - كنجو).